# Promachónas (Serrès)
Promachónas, en grec moderne : Προμαχώνας, est un village et  un ancien dème du district régional de Serrès, en Macédoine-Centrale, Grèce. Depuis 2010, il est fusionné au sein du dème de  Sindikí .
Selon le recensement de 2011, la population du dème ainsi que celle du village s'élève à 140 habitants.